# 117 (số)
117 (một trăm mười bảy) là một số tự nhiên ngay sau 116 và ngay trước 118.

## Trong hóa học
- Là số hiệu nguyên tử của nguyên tố Tennessine (Ts)